# Niele Toroni
Niele Toroni, né à Muralto le 15 mars 1937, est un artiste contemporain suisse. Son œuvre relève du mouvement minimaliste.

## Biographie
Depuis 1959, Toroni s'est installé et travaille à Paris. En 1967, il est le fondateur du groupe BMPT, composé de (Daniel Buren, Olivier Mosset, Michel Parmentier) et qui se situait à la croisée de l'art conceptuel et du minimalisme. Si beaucoup des artistes séduits par ces conceptions artistiques ont évolué depuis, Niele Toroni, lui, est resté sur les mêmes bases et peint toujours les mêmes motifs, il revendique le degré zéro de la peinture.
L'essentiel des œuvres de Toroni est défini par un alignement de points monochromes sur une surface blanche, empreintes de pinceau no 50, espacées régulièrement tous les 30 cm.
Niele Toroni a exposé en France, Suisse et Allemagne.
Niele Toroni reçoit en 1995 le Grand Prix National de la Peinture en France.
Il vit et travaille aujourd'hui à Paris.

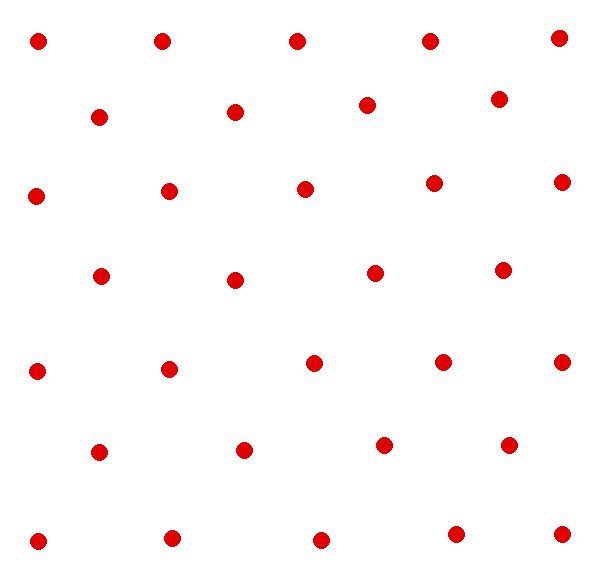
Interprétation graphique d'un tableau de Niele Toroni.

## Œuvres

### Dans les collections publiques françaises
- Empreintes de pinceau n°50 répétées à intervalles réguliers (30 cm), 1973, peinture glycérophtalique sur toile, 100 x 100 cm, Musée d'art de Toulon.
- Pièces d'angle. Empreintes de pinceau n°50 répétées à intervalles réguliers, 1975-1984, acrylique sur toile cirée, 500 x 140 (x 2), FRAC Bourgogne
- Peinture en cage ?, 1989 et 2000, environ 150 m2, Musée d'art contemporain de Lyon .
- In Memoriam : La Luna e il Faló, (La Lune et le feu de joie), 1997-1998, acrylique sur béton et sur bois, CAPC de Bordeaux

### À l'étranger
- Musée Rath, Genève
- Panneaux émaillés sur les escaliers mécaniques du Centre hospitalier universitaire de Liège et lambris dans les couloirs de l'hôpital, sérigraphie sur panneaux d'acier émaillé vitrifié, chaque panneau : h. 103, l. 200 cm, 1978-1985, (collection du Musée en plein air du Sart-Tilman, Université de Liège)

## Expositions
- Niele Toroni, Museum Kurhaus Kleve, Kleve, Germany, 2002
- Niele Toroni, Histoires de Peinture, ARC/Musée d'Art Moderne de la Ville de Paris, Paris, 2001
- Niele Toroni, Musée Dhondt-Dhaenens, Deurle, France, 2000
- Niele Toroni : 20 ans d'empreintes (1967-1987), Villa Arson, Nice, 30 avril-14 juin 1987
- Niele Toroni : Musée de la peinture et de la sculpture, Grenoble, 8 octobre-14 décembre 1987
- Exposition collective : « Best Of », Le Consortium, Dijon, 1983
- Niele Toroni : Lasciatemi Divertire, Le Consortium, Dijon, 1982
- Exposition collective « Mises en pièces, mise en place, mise au point » Le Consortium, Dijon, 1981